# Schönhausen
Schönhausen è un comune del Meclemburgo-Pomerania Anteriore, in Germania.
Appartiene al Circondario della Terra dei Laghi del Meclemburgo ed è parte della comunità amministrativa (Amt) di Woldegk.